# Pennsylvania Railroad
A Pennsylvania Railroad (PRR), apelidada de Pennsy, foi uma operadora ferroviária dos Estados Unidos. Com sua origem na década de 1830, a ferrovia inicialmente operou na Pensilvânia, e se expandiu através de locação ou compra de outras ferrovias. No seu apogeu, a companhia operava uma rede de 16 mil quilômetros de extensão conectando a costa leste dos EUA com seu interior.
Em 1846, o congresso da Pensilvânia aprovou a criação de companhia e no mês seguinte o governador autorizou a construção de uma linha ferroviária entre a capital estadual, Harrisburg, e Pittsburgh. A construção da ferrovia começou oficialmente em 1847 e em 1850 um trecho já havia sido aberto. Em 1852 a rota original havia sido concluída e o primeiro trem percorreu a distância entre Steel City e Filadélfia em 10 de dezembro de 1852. A compra da Mount Joy & Lancaster Railroad em 1848 possibilitou que a ferrovia operasse até Filadélfia. Após a conclusão da Curva de Ferradura [en] em 1854, a companhia floresceu.
Nesta época, a companhia passou a se expandir através da compra de outras linhas, sendo a primeira grande empresa a chegar em Chicago. A ferrovia adquiriu várias outras companhias como parte de sua expansão ao meio-oeste. Também se expandiu para o leste, ajudando a formar o que hoje é conhecido como o  Corredor Nordeste (NEC).
No início do Século XX, a companhia, sob uma nova presidência, buscou solucionar sua última fraqueza: o acesso ao centro de Manhattan. Como parte de seu plano para conectar Nova Iorque à rede ferroviária, a PRR adquiriu a Long Island Rail Road em 1900 e no ano seguinte o projeto da Pennsylvania Station começou. Seis túneis foram construídos para conectar Manhattan: dois abaixo do Hudson para conectar o novo terminal com a linha da companhia em Nova Jérsei e quatro abaixo do East para conectar a nova estação à LIRR. A grande estação da companhia foi inaugurada em 1910.
Após a Segunda Guerra Mundial, o tráfego começou a diminuir e a empresa registrou seu primeiro prejuízo em 1946. Por causa da crise, a PRR começou a considerar a proposta de fusão com sua rival histórica, New York Central, em 1957. A fusão foi aprovada e assim nasceu a Penn Central Transportation Company em 1968.  A situação havia piorado e a Penn Central estava perdendo 1 milhão de dólares por ano, após apenas dois anos, a empresa declarou falência.